# Uniwersytet w Tromsø
Uniwersytet w Tromsø – uniwersytet zlokalizowany w Tromsø, na północy Norwegii. Jest najdalej wysuniętym na północ uniwersytetem na świecie i jedną z ośmiu norweskich uczelni wyższych. Specjalizuje się w klimatologii, etnologii, biologii medycznej, chemii obliczeniowej, nauce o rybołówstwie oraz telemedycynie. Z uwagi na swoje położenie uczestniczy także w badaniach obszarów polarnych. Uczelnia została założona w 1968, zaś pierwsze zajęcia odbyły się na niej w 1972.

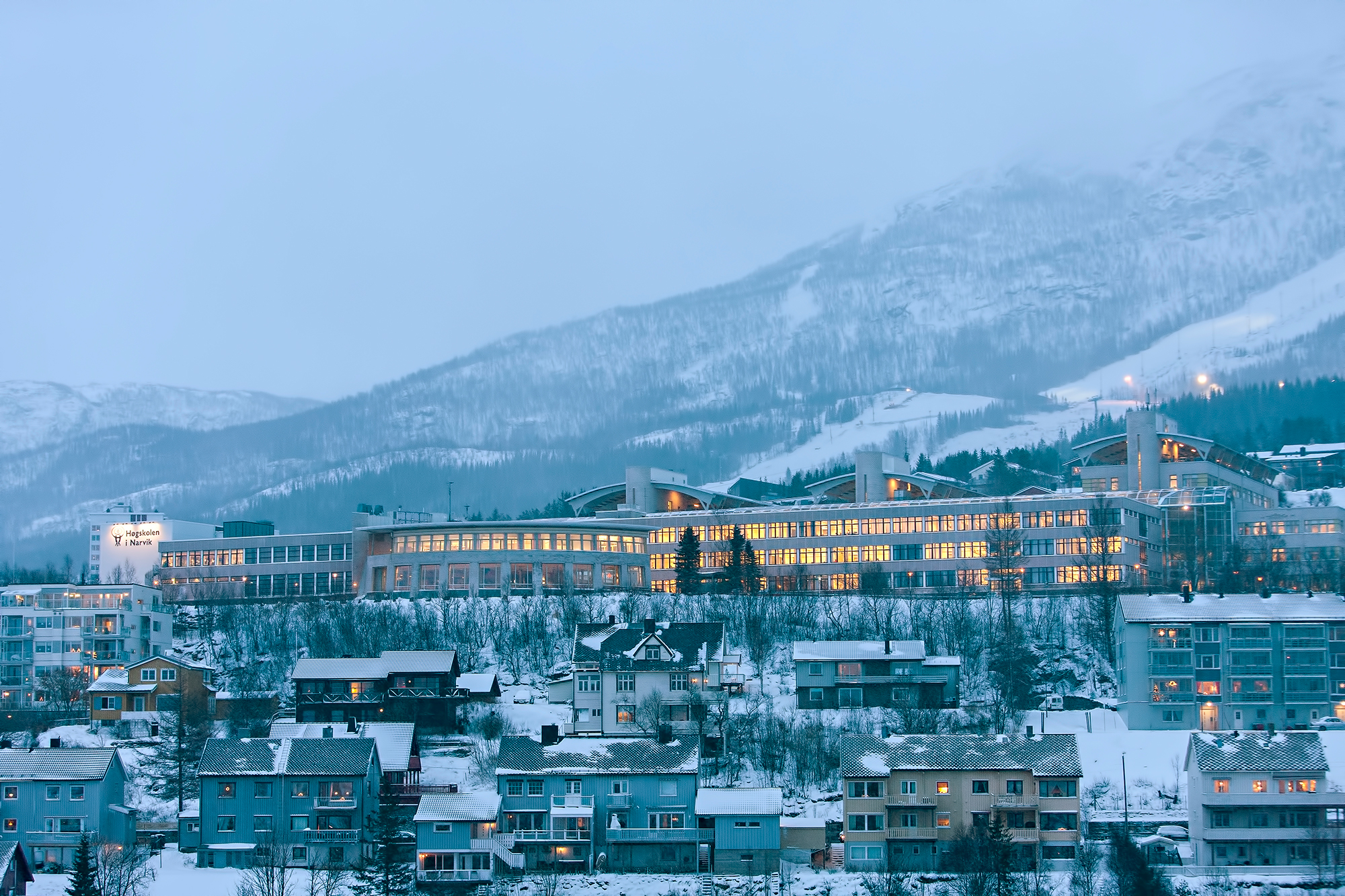
Kampus uniwersytecki w Narwiku

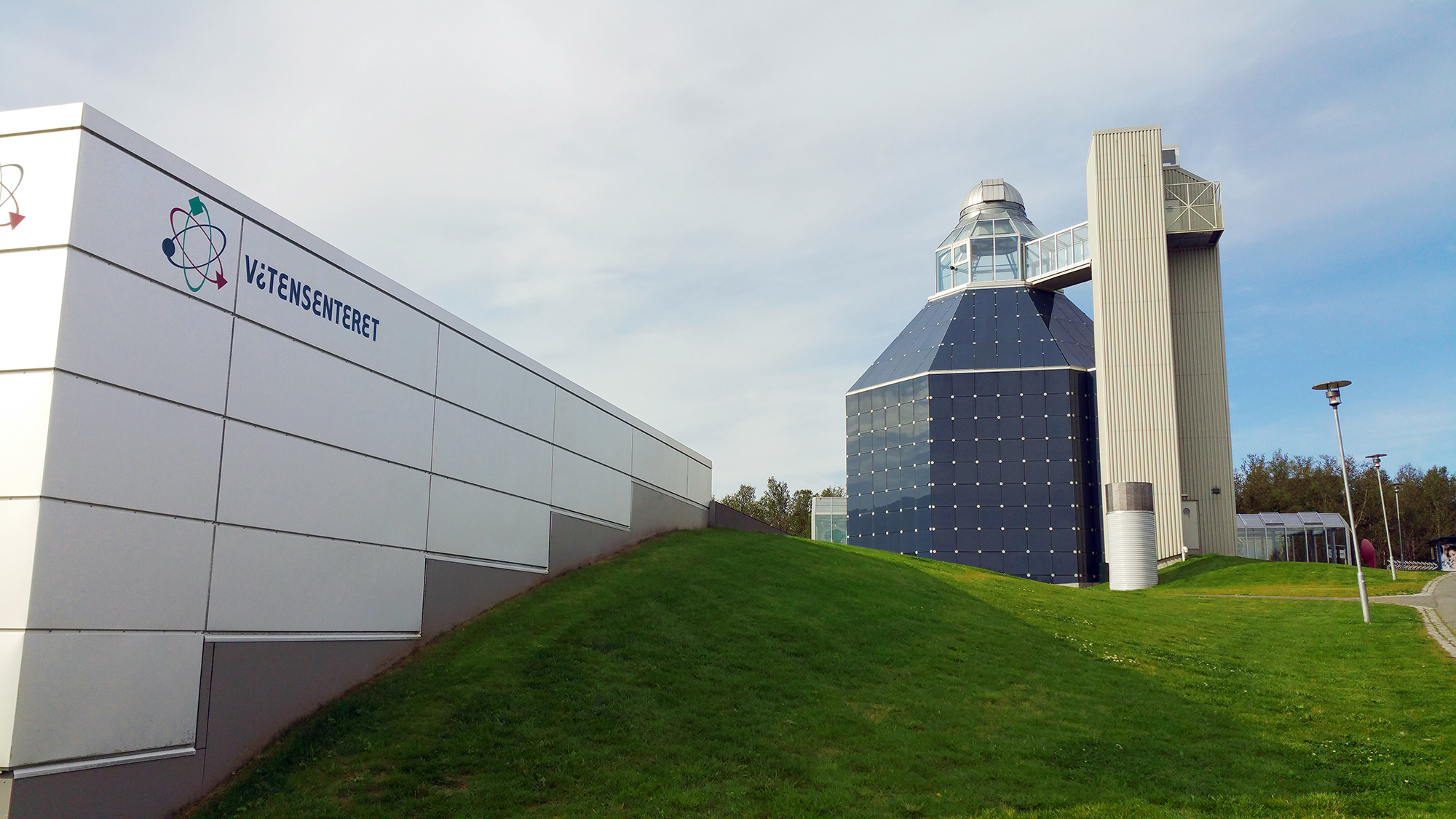
Uczelniane planetarium

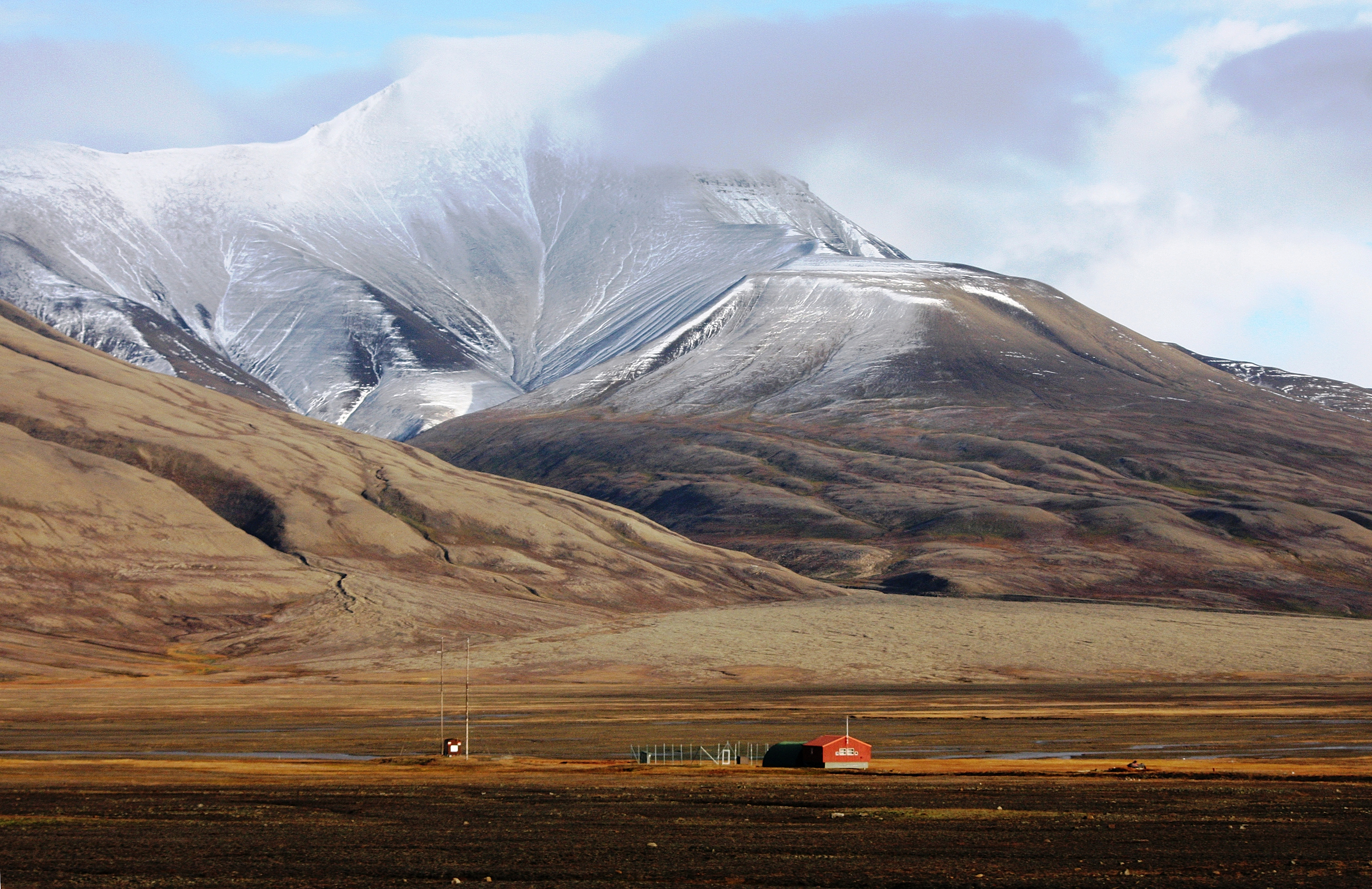
Stacja arktyczna na Spitsbergenie

## Historia
Działalność uczelni została oficjalnie zainaugurowana w 1972 przez króla Olafa V. W 1973 przy uniwersytecie utworzono trzecią w Norwegii szkołę medyczną, a w 1976 podporządkowano mu założone w 1872 Muzeum w Tromsø, przemianowane na Muzeum Uniwersytetu w Tromsø. W 1978 uczelnia zorganizowała badania wyspy Jan Mayen, przy użyciu statku badawczego „Johan Ruud”. W 1987 na uniwersytecie utworzono Wydział Prawa, a w 2004 Katedrę Stomatologii.
1 stycznia 2009 uniwersytet połączył się z Uniwersytecką Szkołą w Tromsø. 1 sierpnia 2013 dokonano natomiast jego połączenia z Uniwersytecką Szkołą Finnmarku. Powstałej w ten sposób instytucji nadano nową nazwę: Uniwersytet w Tromsø – Norweski Uniwersytet Arktyczny. 1 stycznia do uczelni włączono Uniwersytecką Szkołę w Narwiku oraz Uniwersytecką Szkołę w Harstadzie. W wyniku zmian organizacyjnych w latach 2009–2016 uniwersytet rozszerzył swoją działalność na pięć nowych ośrodków akademickich: Altę, Hammerfest, Kirkenes, Harstad i Narwik.

## Podstawowe statystyki
W 2015 uniwersytet zatrudniał około 3083 pracowników, w tym 1746 pracowników naukowych i 808 pracowników administracji. Największa liczba pracowników naukowych była wówczas zatrudniona na wydziałach: nauk medycznych (596), nauk humanistycznych i społecznych (401) oraz nauki i techniki (287). Jesienią tego samego roku na uczelni kształciło się około 12 tysięcy studentów, z czego 560 przebywało w Tromsø w ramach wymiany studenckiej. Stopień doktora uzyskało w 2015 na Uniwersytecie w Tromsø 101 osób.
W większości krajowych rankingów szkół wyższych uczelnia zajmuje czwarte miejsce, za Uniwersytetem w Oslo, Wyższą Szkołą w Bergen oraz Norweskim Uniwersytetem Naukowo-Technicznym. Wyjątkiem jest SCImago Institutions Ranking, w którym Uniwersytet w Tromsø plasuje się na drugim miejscu w kraju. W rankingach światowych zajmuje zwykle pozycje w granicach 350-450.

## Wydziały
Na uniwersytecie funkcjonuje dziewięć wydziałów:

- Wydział Nauk Medycznych
- Wydział Prawa
- Wydział Sztuk Pięknych
- Wydział Biotechnologii, Rybołówstwa i Ekonomii
- Wydział Nauk Humanistycznych i Społecznych
- Wydział Sportu, Turystyki i Prac Społecznych
- Wydział Inżynierii i Technologii
- Wydział Nauki i Techniki
- Wydział Edukacji Społecznej

## Jednostki ogólnouczelniane i międzywydziałowe
W ramach funkcjonowania Uniwersytetu w Tromsø działają również:

- Centrum Chemii Teoretycznej i Obliczeniowej[18]
- Centrum Zaawansowanych Studiów Lingwistyki Teoretycznej[18]
- Centrum Morskiej Aktywności Biologicznej i Badania Używek[18]
- Narodowe Centrum Badań nad Medycyną Alternatywną[18]
- Norweskie Centrum Biologii Strukturalnej[18]
- Centrum Studiów nad Lapończykami[18]
- Centrum Zarządzania Zasobami Morskimi[18]
- Centrum Studiów nad Pokojem[18]
- Centrum Badań nad Kobietami i Gender[18]
- Narodowe Centrum Medycyny Wsi[18]
- Muzeum Uniwersytetu w Tromsø[19]
- Biblioteka Uniwersytecka[20]
- Centrum Elastycznej Edukacji[18]
- Centrum Badań nad Działaniami na Dalekiej Północy[18]